# كأس سلوفاكيا 2000–01
كأس سلوفاكيا 2000–01 هو موسم من كأس سلوفاكيا. كان عدد الأندية المشاركة فيه 42، وفاز فيه إنتر براتيسلافا.